# Einherjer (együttes)
Az Einherjer egy 1993-ban alakult norvég viking metal zenekar Haugesundból.

## Történet
Az Einherjert 1993 elején alapította Frode Glesnes (gitár) és Gerhard Storesund (dobok). Első lemezük (Dragons of the North) a Napalm Recordsnál jelent meg 1996-ban, a Far, Far North EP-t pedig már a Century Media hozta ki egy évvel később. Négy nagylemez, két demó és két EP után 2004-ben feloszlottak, de 2008-ban újjáalakultak, a csapat azóta is működik.

## Nevük eredete
Az einherjer kifejezés a mai norvég megfelelője az óészaki einherjarnak, ami azt jelenti, hogy 'azok, akik magányosan harcolnak' vagy azt, hogy 'azok, akik egy sereghez tartoznak'. A verses és a prózai Edda szerint az einherjer azokat a harcosokat jelenti, akik a csatamezőn elestek, majd valkűrök a Valhallába vitték őket, hogy egymással mulassanak és harcoljanak a Ragnarökig.

## Native North Records
A Native North a zenekar által alapított rövid életű kiadó volt, 1999 és 2002 között mindössze két ArthemesiA és három Einherjer kiadványt jelentetett meg.

## Kiadványok

### Nagylemezek
- Dragons of the North (1996)
- Odin Owns Ye All (1998)
- Norwegian Native Art (2000)
- Blot	Full-length (2003)
- Norrøn (2011)
- Av oss, for oss (2014)
- Norrøne spor (2018)
- North Star (2021)

### Egyebek
- Aurora Borealis (demo, 1994)
- Leve vikingånden (EP, 1995)
- Far Far North (EP, 1997)
- 2002 Demo (demo, 2002)
- Aurora Borealis / Leve vikingånden (válogatás, 2013)
- Nidstong (EP, 2014)
- Norse and Dangerous (koncertlemez, 2022)

## Tagság

### Jelenlegi tagok
- Ulvar – dobok, billentyűk (1993–2004, 2008–)
- Grimar – ének, gitárok (1993–2004, 2008–)
- Aksel Herløe – gitár (1999–2004, 2008–)

### Korábbi tagok
- Stein Sund – basszusgitár (1993–1995)
- Audun Wold – basszusgitár, billentyűk (1993–1996); gitár (1996–1997)
- Nidhogg – ének (1993–1997)
- Ragnar Vikse – tiszta ének (1997–2002)
- Erik Elden – basszusgitár (1998)
- Kjell Havardsholm – basszusgitár (2002–2004)